# Kenan Memorial Stadium
O Kenan Memorial Stadium é um estádio localizado em Chapel Hill, Carolina do Norte, Estados Unidos, possui capacidade total para 50.500 pessoas, é a casa do time de futebol americano universitário North Carolina Tar Heels da Universidade da Carolina do Norte. O estádio foi inaugurado em 1926, o nome é em homenagem a William R. Kenan Jr. empresário que doou dinheiro para a construção do estádio.